# Stygionympha wichgrafi
Stygionympha wichgrafi är en fjärilsart som beskrevs av Van Son 1955. Stygionympha wichgrafi ingår i släktet Stygionympha och familjen praktfjärilar. Inga underarter finns listade i Catalogue of Life.

## Bildgalleri

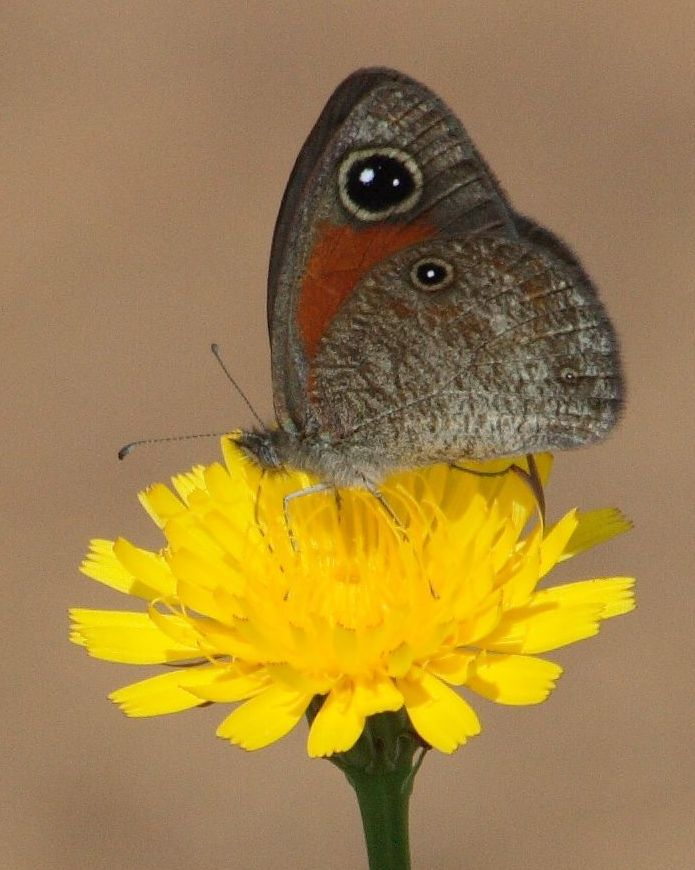